# Sin noticias de Dios
Sin noticias de Dios es una película hispano-mexicana dirigida por Agustín Díaz Yanes.

## Argumento
En los últimos años, prácticamente ningún alma ha pasado los exámenes de entrada al Cielo. En el infierno ocurre todo lo contrario: la inmensa cantidad de nuevos internos comienza a crear problemas de espacio. Aparentemente el infierno ha ganado la batalla entre el Bien y el Mal. Cuando los angustiados dirigentes del Cielo están a punto de rendirse, reciben la petición de una madre en la Tierra, que les pide que salven el alma de su hijo, Many Chávez, un boxeador con un turbulento pasado. Los dirigentes del cielo toman desesperadamente a esta oportunidad y mandan a la Tierra a su ángel más capacitado, Lola Nevado (Victoria Abril), que se hace pasar por la esposa del boxeador, e intentará llevarlo a su terreno. Pero los servicios de inteligencia infiernales detectan la presencia de Lola Nevado en la Tierra y envían a su mejor agente: Carmen Ramos (Penélope Cruz).
Ambas descubrirán que una cosa es la teoría y otra la práctica. Al final tendrán que aunar fuerzas para conseguir su objetivo. Mientras tanto descubrirán que es más lo que las une que lo que las separa.

## Premios
Medallas del Círculo de Escritores Cinematográficos de 2001
| Categoría    | Persona          | Resultado |
| ------------ | ---------------- | --------- |
| Mejor música | Bernardo Bonezzi | Ganador   |

XVI edición de los Premios Goya
| Categoría                     | Persona                                              | Resultado  |
| ----------------------------- | ---------------------------------------------------- | ---------- |
| Mejor película                | Mejor película                                       | Candidata  |
| Mejor director                | Agustín Díaz Yanes                                   | Candidato  |
| Mejor actriz                  | Victoria Abril                                       | Candidata  |
| Mejor actor de reparto        | Gael García Bernal                                   | Candidato  |
| Mejor guion original          | Agustín Díaz Yanes                                   | Candidato  |
| Mejor música original         | Bernardo Bonezzi                                     | Candidato  |
| Mejor montaje                 | José Salcedo                                         | Candidato  |
| Mejor dirección artística     | Javier Fernández                                     | Candidato  |
| Mejor dirección de producción | Angélica Huete                                       | Candidato  |
| Mejor maquillaje y peluquería | Manuel García Ana Lozano                             | Candidatos |
| Mejor sonido                  | José Antonio Bermúdez Diego Garrido Pelayo Gutiérrez | Candidatos |